# Hans Joachim Köhler (Hippologe)
Hans Joachim Köhler (* 1. Oktober 1917 in Rostock; † 1. Oktober 1997), auch teilweise als der Pferdepapst bezeichnet, war ein deutscher Hippologe, Buchautor und Begründer der hannoverschen Reitpferde-Auktionen in Verden.

## Leben
Hans Joachim Köhler wurde am 1. Oktober 1917 in Rostock geboren. Er war das erste Kind von Hans und Margarete Köhler. Nachdem seine zwei Schwestern geboren wurden, zog die Familie häufig um. Wichtiger als die Schule war ihm, reiterliche Erfahrungen zu sammeln. Er machte sein Abitur am Arndt-Gymnasium in Berlin-Dahlem und strebte eine Karriere als Berufssoldat an.

### Kriegszeit
Besonders prägend war für Hans Joachim Köhler der Zweite Weltkrieg. Zu Beginn war er in Frankreich und in Russland in der ersten Schwadrone RR 14 in Parchim stationiert. Trotz einer schweren Verletzung im Kampfeinsatz und dem Verlust seines linken Unterschenkels kämpfte er in den letzten Kriegstagen in dem 31. Kavallerie-Regiment des Reiterverbandes Boeselager. Mit erst 27 Jahren trug Hans Joachim Köhler die Verantwortung für über tausend Reiter und Pferde. Durch diese Aufgabe erlernte er wichtige Schlüsselkompetenzen. Köhlers Leitsatz "Lobe, wo du kannst - tadel, wo du musst" weckte Bewunderung und er wurde für viele ein Vorbild.

### Familienleben
Hans Joachim Köhler heiratete im Jahre 1950 die Springreiterin Helga Köhler. Zwei Jahre später wurde ihre gemeinsame Tochter Jutta Köhler geboren. Sie bezogen in Verden Borstel einen Reiterhof, genannt "Köhlerhof". Zusammen bauten sie sich einen eigenen Zuchtbetrieb auf und führten nach eigenen Angaben ein "turnierbedingtes Zigeunerleben".

### Arbeitswelt
Wie kaum ein anderer ist Hans Joachim Köhler mit dem Aufbau und der stetigen Weiterentwicklung des Standortes Verden für die Zucht und die weltweite Vermarktung des Hannoveraner Pferdes in Verbindung zu bringen. Er beschritt neue Wege der Pferdevermarktung, in einer Zeit, in der der Niedergang der Pferde in der Landwirtschaft und ihr vermehrtes Nutzen als Sport- und Freizeittier  sich zunehmend bemerkbar machte. 
Die erste Verdener Auktion fand im Winter 1949 in der Brunnenweg Kaserne statt. Das erfolgreiche Veranstaltungskonzept wurde ständig weiterentwickelt, sodass bei der dritten und vierten Auktion mit mehr als 40 Elitepferden gute Erlöse erzielt worden sind. In der Folge wurde die vorhandene Rinderauktionshalle am Lönsweg umgebaut und für die nunmehr halbjährlichen Pferdepräsentationen genutzt. Im Jahre 1972 wurde im Eiltempo die Niedersachsenhalle an der Lindhooper Straße als Auktionshalle errichtet und im Herbst mit der 47. Verdener Auktion eingeweiht. Nach 35 Jahren und 70 Auktionene trat Köhler als Verantwortlicher von seiner Position zurück.
Nach dem Tod von Erich Clausen übernahm Köhler im Jahr 1969 die Leitung des Deutschen Pferdemuseums in Verden. Unter Leitung Köhlers wurde eine umfangreiche Museumsbibliothek angelegt; ebenfalls unter seiner Leitung wurde das Tempelhüter-Denkmal am Deutschen Pferdemuseum enthüllt.
Im Jahr 1985 beendete Köhler, nach langem Zwist mit der Verbandsspitze, seine Zusammenarbeit mit dem Verband hannoverscher Warmblutzüchter und damit mit der Verdener Auktion. Streitgrund war unter anderem die Anerkennung seines Trakehner Hengstes Patras für die Hannoveraner Pferdezucht. Als Folge hieraus veranstaltete Köhler seine eigene Fohlenauktion.
Hans Joachim Köhler verfasste als Autor zahlreiche Werke. Ab 1949 gab er in regelmäßigen Abständen Schriften über die hannoversche Zucht mit dem Titel Hannovers edles Warmblut heraus. In Büchern wie Nach Ostpreußen der Pferde wegen oder Morjen Herr Landstallmeister versuchte er Atmosphäre und Lebensart Ostpreußens lebendig zu halten.
Hans-Heinrich Isenbart würdigte Köhler, dieser habe sich als Soldat dazu berufen gefühlt, Pferde und Menschen unversehrt aus dem Krieg zurückzubringen. Damit sei er ein Beispiel, wie sehr der Umgang mit Pferden den Menschen erzieherisch prägen kann.

## Ehrungen
- Verdienstmedaille der Stadt Verden (Aller)
- Gustav-Rau-Medaille der Deutschen Reiterlichen Vereinigung
- Bundesverdienstkreuz 1. Klasse (2. April 1984)[8]

Zum Gedenken an Hans Joachim Köhler wurde im Mai 2009 in Verden, auf dem vormaligen Gelände einer Kaserne, auf der die ersten Verdener Auktionen durchgeführt wurden, eine Straße nach Köhler benannt (Hans-Joachim-Köhler-Allee). Außerdem ist es Köhler zu verdanken, dass ein Abguss der sowjetischen Statue des Trakehner Hengstes Tempelhüter im Jahre 1974 vor dem Deutschen Pferdemuseums aufgestellt worden ist. Heute ist die Bronzefigur eines der bekanntesten Denkmäler Verdens.

## Werke
- herausgegeben von Hans-Joachim von Killisch-Horn: Ein Spiegel des Reitsports der Welt, Kornett-Verlag, Verden (Aller) 1955
- Berühmte Reiter von Angesicht zu Angesicht, Kornett-Verlag, Verden (Aller) 1959 mit Farbfotos von Fritz Peyer und Werner Menzendorf
- Reiten mit Vernunft mit einem Geleitwort von Hans-Heinrich Brinckmann, Reich-Verlag, Luzern 1979, ISBN 3-7243-0166-9
- Pferde und Reiten, mein Hobby, Humboldt-Taschenbuchverlag, München 1978, ISBN 3-581-66323-6
- Pferdeland Hannover, Limpert Verlag, Bad Homburg 1979, ISBN 3-7853-1295-4
- Nach Ostpreussen der Pferde wegen, Limpert Verlag, Bad Homburg 1980, ISBN 3-7853-1337-3
- Biographische Notizen eines Pferdenarren, Limpert Verlag, Bad Homburg 1981, ISBN 3-7853-1338-1
- Pferdekenner und Fehlergucker: Kriterien für die zeitgemässe Beurteilung des Pferdes, Limpert Verlag, Bad Homburg 1982, ISBN 3-7853-1407-8
- Morjen, Herr Landstallmeister: aus dem Familienalbum des Grafen Lehndorff u. a. über die grosse Zeit der preussischen Gestüte, Limpert Verlag, Bad Homburg 1985, ISBN 3-7853-1452-3
- Pferde aus Verden : schlagen Sie doch endlich zu! Hinter den Kulissen der ersten 70 Verdener Auktionen 1949 - 1984, Landbuch-Verlag, Hannover 1988, ISBN 3-7842-0389-2
- mit Claus Schridde: Die Dynastie der Hengste Hannovers : Blutlinien im Wandel der Zeit, Danker-Verlag, Friedberg 1992, ISBN 3-927456-15-2